# Drewnowo (Frombork)
Pour les articles homonymes, voir Drewnowo.
Drewnowo est un village polonais de la voïvodie de Varmie-Mazurie, dans le powiat de Braniewo.

## Histoire
De 1818 à 1945, Drewsdorf fait partie de l'arrondissement de Braunsberg dans le district de Königsberg de la province de Prusse-Orientale.